# Ровный (Оренбургская область)
Ровный — посёлок в Кувандыкском городском округе Оренбургской области.

## История
В 1966 г. Указом Президиума ВС РСФСР поселок фермы № 2 совхоза «Кувандыкский» переименован в Ровный.

## Население
| 2010 |
| ---- |
| 70   |